# Canada Place

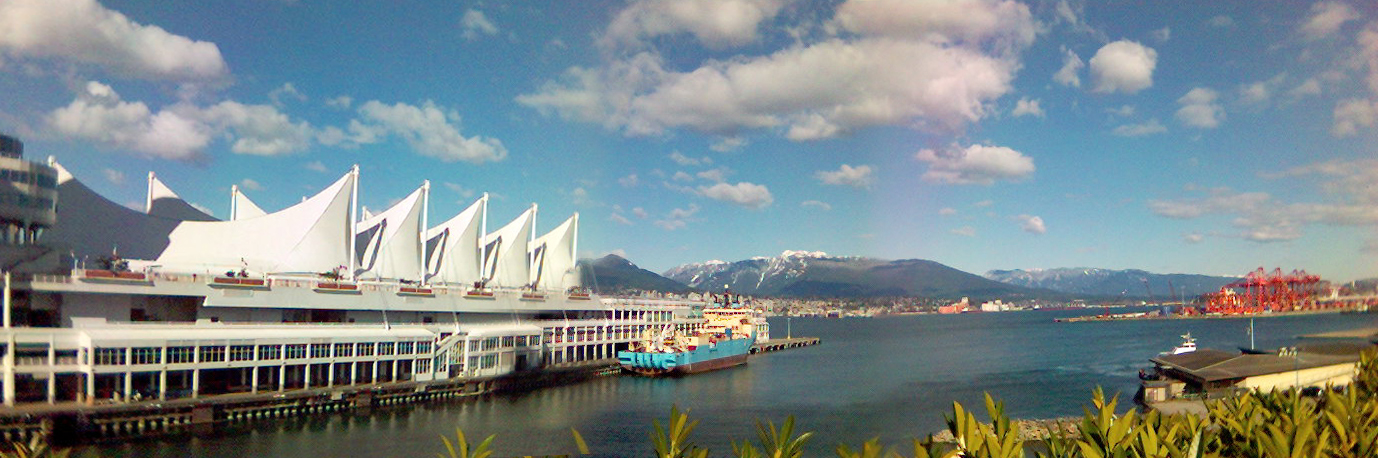
Canada Place

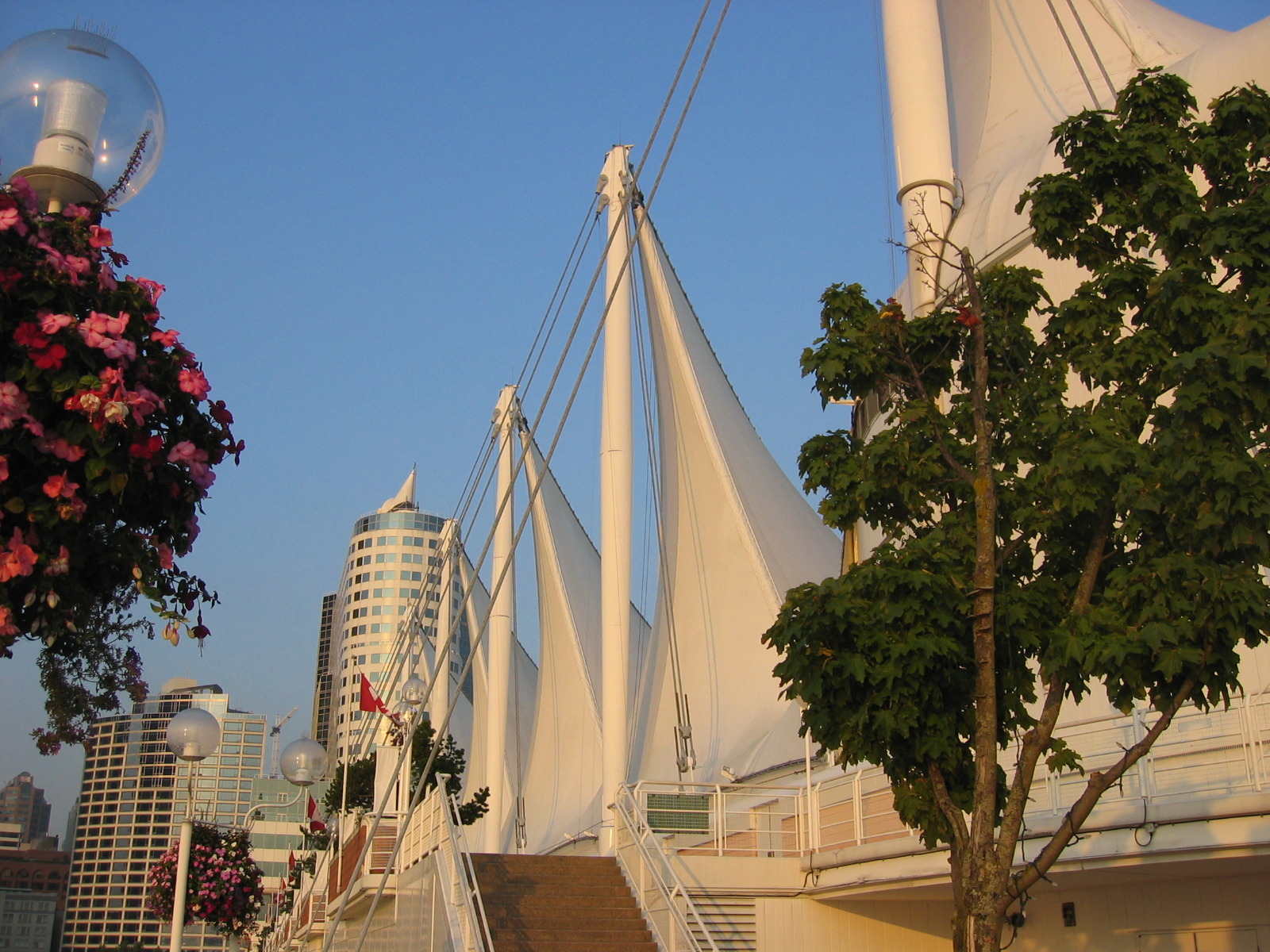
Canada Place

Canada Place ist ein markantes Gebäude im Zentrum der kanadischen Stadt Vancouver, am Ufer des Burrard Inlet. Das Gebäude im Stadtteil Downtown beherbergt das Messe- und Kongresszentrum Vancouver Convention & Exhibition Centre, das Pan Pacific Hotel und das weltweit erste IMAX-Kino. Darüber hinaus ist es Anlegestelle der meisten ab Vancouver verkehrenden Kreuzfahrtschiffe.
Erbaut vom Architekten Eberhard Zeidler als kanadischer Pavillon der Expo 86, war Canada Place der einzige Teil dieser Weltausstellung, der sich nicht auf dem Ausstellungsgelände am Nordufer des False Creek befand.
Ein Abschnitt des insgesamt 18.078 Kilometer langen Trans Canada Trails passiert den Canada Place.